# Bí mật nghiệt ngã
Bí mật nghiệt ngã là một bộ phim truyền hình được thực hiện bởi Hãng phim AquaBlue do Huỳnh Đông làm đạo diễn. Phim phát sóng vào lúc 21h00 thứ 2, 3 hàng tuần bắt đầu từ ngày 1 tháng 11 năm 2022 và kết thúc vào ngày 15 tháng 5 năm 2023 trên kênh THVL1.

## Nội dung
Bí mật nghiệt ngã là câu chuyện về cuộc đời của hai anh em cùng cha khác mẹ là Duy (Nguyễn Quốc Trường Thịnh) và Hải Đăng (Khắc Minh). Hoàn cảnh éo le đã khiến hai anh em phải sống chung một nhà. Nhưng thay vì yêu thương và đùm bọc nhau vì mối quan hệ ruột rà, Duy và Hải Đăng liên tục trải qua nhiều sóng gió, gay cấn từ đầu đến cuối.

## Diễn viên
- Thùy Trang trong vai Bà Trúc Lệ[5]
- Huỳnh Đông trong vai Ông Phong Điền[1]
- Lưu Đê Ly trong vai An Hạ[6][7]
- Nguyễn Quốc Trường Thịnh trong vai Duy[8]
- Bùi Lê Kim Ngọc trong vai Bích Thủy[9]
- Khắc Minh trong vai Hải Đăng[10]
- Công Ninh trong vai Ông Hai
- Kim Huyền trong vai Bà Hai
- Hoài An trong vai Cô Tư
- Ngọc Thảo trong vai Ông Tài

Cùng một số diễn viên khác,....

## Ca khúc trong phim
Bài hát trong phim là ca khúc "Vì sao" do Văn Tứ Quý sáng tác và ca sĩ Quốc Anh thể hiện.